# Mohélien
Le mohélien (ou shimwali dans la langue) est la langue parlée à Mohéli une variante du Shikomori, langue parlée dans les quatre îles de l'archipel de Comores. Le ShiKomori est  bien proche du swahili (Kiswahili) il partage avec le proto-swahili ,la même ancêtre nommée le Sabaki dont appartient le kimidjikenda aussi .